# Занаки
Занаки (Ekizanaki, Ikizanaki, Kizanaki, Zanaki) — язык банту, на котором говорит народ занаки, проживающий в дивизии Маконгоро сельского округа Мусома области Мара в Танзании. Занаки был первым языком президента Танзании Джулиуса Ньерере. Занаки, в первую очередь, изучают дети, а также рано изучают суахили, где в деревнях найдено смешение языковых групп. Сходство в лексике: 87% с икизу, 74% с икома, 76% с нгореме, 66% с курия и 50% с гусии.